# 前田三遊
前田 三遊（まえだ さんゆう、1869年11月20日（明治2年10月17日）- 1923年（大正12年）11月15日）は、日本のジャーナリストである。三遊は号で本名は貞次郎。

## 経歴・人物
旅人宿を経営していた前田清右衛門とその妻のハルとの間に京都で生まれる。1883年（明治16年）に中江兆民が開校した仏学塾の塾生となり、自由民権運動の思想について学んだ。1888年（明治21年）には兆民が設立した『東雲新聞』の記者として活動し、1891年（明治24年）に『芸備日日新聞』に転勤した。
その後は『広島新聞』や『神戸日報』、『東京自由新聞』、『仙台自由新聞』等を経て、1895年（明治29年）に『芸備日日新聞』に復職する。また1903年（明治36年）には部落問題の差別撤廃を主張する文章を『中央公論』に寄稿し、1920年（大正9年）には『広島毎日新聞』の社長及び主筆を務め、以後死去するまでその職にあたった。また1917年（大正6年）からは友愛会の広島支部長も務めた。死去から46年後の1969年（昭和44年）には生誕100年を記念して天野卓郎が編纂した『前田三遊論集』が刊行されている。